# Aberdeen Asset Management
Aberdeen Asset Management är en internationell kapitalförvaltare med säte i Aberdeen, Skottland.

## Historik
Företaget bildades 1983 i ramen för en Management buyout och är noterat sedan 1991 vid London Stock Exchange. Företaget har sin huvudsakliga verksamhet i Storbritannien men är internationellt representerat  i 25 länder med över 2000 medarbetare.
I Sverige  har Aberdeen Asset Management  ett 100-tal medarbetare i Stockholm, Göteborg, Malmö och Linköping och förvaltar omkring 230 fastigheter till ett värde av 30 miljarder kronor.